# Макбрайд, Денис (регбист)
Уильям Денис Макбрайд (англ. William Denis McBride, родился 9 сентября 1964 в Белфасте) — ирландский регбист, игрок третьей линии (фланкер).

## Биография

### Клубная карьера
Выступал с 1983 по 1987 годы за команду «Квинс Юнивёрсити», с 1987 по 1997 годы защищал цвета клуба «Мэлоун». На уровне провинций представлял «Ольстер», неоднократно побеждал в Межпровинциальном чемпионате Ирландии в его составе.

### Карьера в сборной
Дебютировал 5 марта 1988 в Дублине за сборную Ирландии в игре против Уэльса, всего сыграл 32 игры и набрал 18 очков. С 1988 по 1997 годы участвовал в Кубке пяти наций, также сыграл три матча на чемпионате мира 1995 года в ЮАР. В составе сборной по регби-7 играл на первом в истории чемпионате мира в Эдинбурге в 1993 году и стал бронзовым призёром.

### Вне регби
Окончил Университет Королевы по специальности «инженер-механик». Работал на Баллиламфордской электростанции, позже ушёл работать в компанию AES Corporation на пост менеджера по рыночной интеграции и услугам.
Занимается благотворительной деятельностью: в июне 2015 года он организовал благотворительную велогонку.